# Propstei Hirzenach

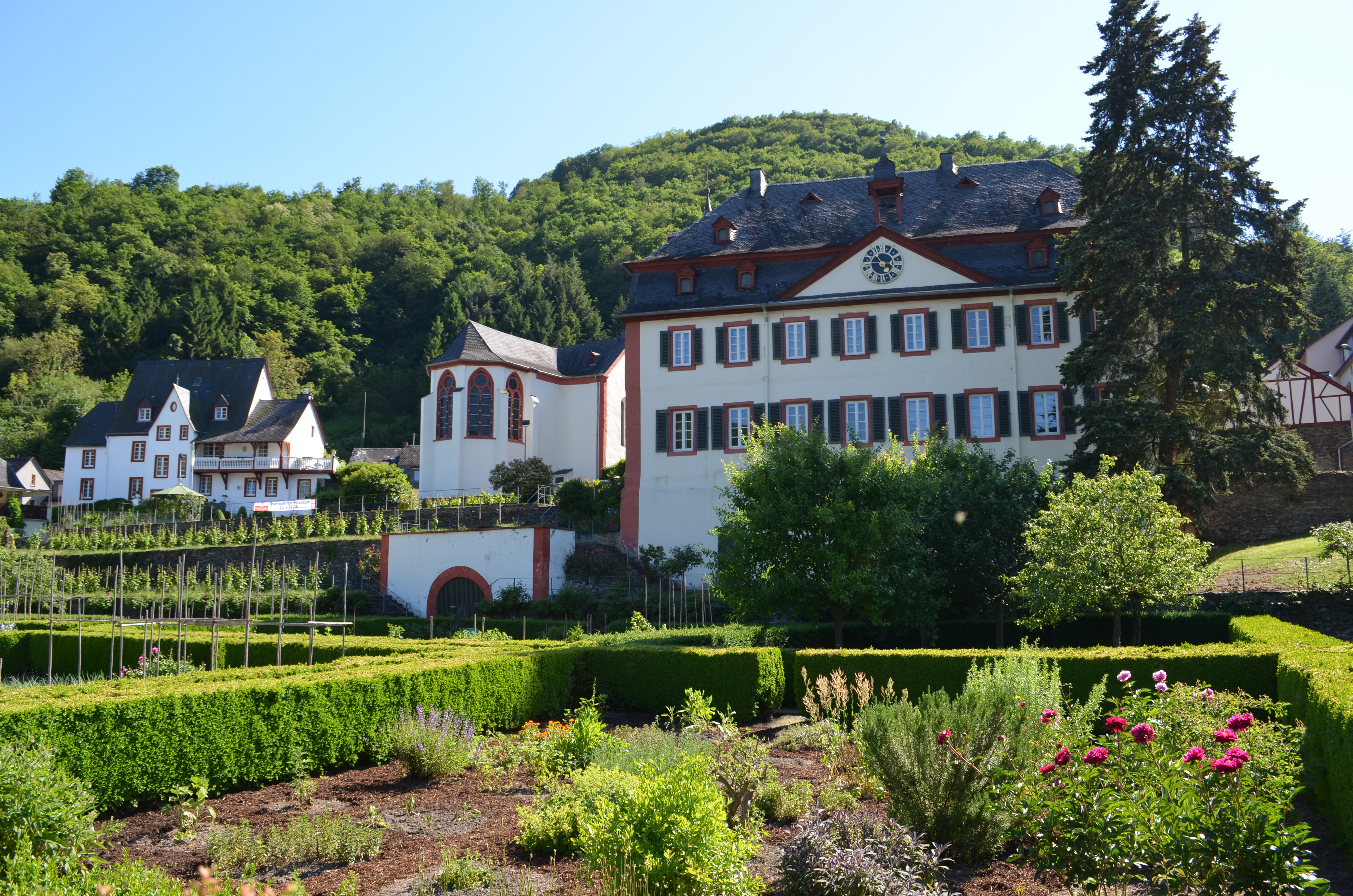
Die ehemalige Propstei Hirzenach mit Villa Brosius (links), Kirche St. Bartholomäus (Mitte) und Propsteigebäude; davor der Propsteigarten

Die Propstei Hirzenach ist ein ehemaliges Benediktinerkloster im Bopparder Stadtteil Hirzenach. Dessen Ortsbild wird entscheidend von dem architektonischen Ensemble der noch erhaltenen Klosterbauten geprägt.
Die Propstei wurde im frühen 12. Jahrhundert von der Siegburger Abtei St. Michael auf Land gegründet, das Kaiser Heinrich IV. dem Erzbistum Köln mit der Auflage geschenkt hatte, dass dort ein Kloster zu gründen sei. Umfangreiche Schenkungen in der Anfangszeit des Klosters sorgten schnell für stabile wirtschaftliche Verhältnisse. Schon bald nach der Gründung wurde mit dem Bau einer romanischen Propsteikirche begonnen, die im 13. Jahrhundert einen Umgestaltung im Stil der Frühgotik erhielt. Im 18. Jahrhundert übernahm sie die Aufgaben der benachbarten, baufälligen Pfarrkirche des Ortes. Nachdem französische Truppen Hirzenach 1796 besetzt hatten, löste die französische Verwaltung das Kloster im Jahr 1802 auf. Ein Teil des Besitzes ging an die Hirzenacher Pfarre, der übrige Teil wurde versteigert.
Die ehemalige Propsteikirche ist heute Pfarrkirche des Ortes, das repräsentative Wohnhaus der Pröpste wird als Pfarrhaus genutzt. Gemeinsam mit der früheren Pfarrkirche, die heute ein Wohnhaus ist, stehen die erhaltenen Propsteigebäude seit 1992 als Denkmalzone unter Denkmalschutz.

## Geschichte
Es ist unsicher, wann genau die Propstei in Hirzenach als Tochterniederlassung der Abtei Siegburg gegründet wurde. Ursprünglich war das Gebiet des heutigen Hirzenachs pfalzgräflicher Besitz, der um 1075 an Wolfram von Stromberg übertragen wurde. Sein Sohn Erlolf, kaiserlicher Ministeriale, gab dieses Eigengut im frühen 12. Jahrhundert an Kaiser Heinrich IV., der es wiederum dem Kölner Erzbischof Friedrich I. schenkte, mit der Auflage, dort ein Kloster für etwa zwölf Konventuale zu gründen. Friedrich gab den Besitz deshalb dem Siegburger Abt Kuno I., der dort eine neue Niederlassung der Benediktiner initiierte. Es handelte sich dabei um die erste Klostergründung im Gebiet des Bopparder Reichs. Siegburg wollte damit die Verwaltung seiner umfangreichen Güter an Rhein und Mosel sichern. Die erste sichere urkundliche Erwähnung erfolgte in einer Urkunde vom 28. November 1109, als Papst Paschalis II. der Siegburger Abtei unter anderem den Besitz des Hofes Hirzenach (villa Hircenowen) bestätigte. Ein vom Erzbischof Friedrich I. am 4. Mai des Jahres 1110 ausgestelltes Regest, mit dem er der Abtei den Hirzenach genannten Ort (locum qui nocatur Hirzenowe) schenkte, ist als nachträgliche Beurkundung einer Schenkung anzusehen, in welcher der Erzbischof als Vermittler auftritt. Neben ihm stattete unter anderem der Trierer Erzbischof Bruno von Bretten die junge Propstei mit Grundbesitz aus. Weitere umfangreiche Schenkungen in der Anfangszeit – vor allem in der näheren Umgebung – sorgten für stabile wirtschaftliche Verhältnisse des Klosters. Zu den frühen Besitzungen gehörten neben Hirzenach, Rheinbay, Holzfeld und westliche Teile der Gemarkung Karbach.

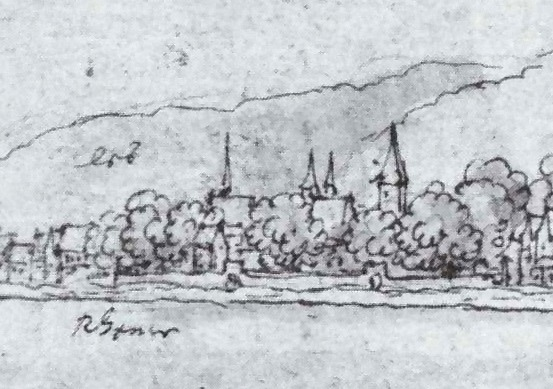
Die Hirzenacher Propstei auf einer Ortsansicht von Wenzel Hollar, 1636

Unmittelbar nach der Klostergründung begannen die Mönche mit der Rodung des Gebiets und auch mit dem Bau einer Klosterkirche (heute St. Bartholomäus), deren Weihe schon vor 1114 erfolgte. Der Konvent unterstand wie alle Siegburger Propsteien dem Abt der Mutterabtei. Er wachte über die klösterliche Disziplin, entschied über die Aufnahme oder Ablehnung von Novizen und führte die wirtschaftlichen Geschäfte der Zelle. Die Rechte des Propstes beschränkten sich lediglich darauf, den klösterlichen Alltag in der Niederlassung zu regeln. Die Vogteirechte lagen zunächst beim König, der jedoch schon bald kein Interesse mehr an dem Kloster zeigte. Zudem konnte er aufgrund seiner Stellung und der damit verbundenen Abwesenheit die Vogteirechte in Hirzenach nicht ordentlich wahrnehmen, sodass sich die Notwendigkeit ergab, einen Untervogt zu benennen. Erlolf von Sternberg, dessen Schenkung die Gründung der Propstei möglich gemacht hatte, wurde 1149 mit der Wahrnehmung der Vogteirechte beauftragt, der König blieb aber nominell Obervogt. Während des 13. Jahrhunderts erfolgte eine Teilung der Vogtei in Nieder- und Oberhirzenach. Die Rechte über Niederhirzenach und Rheinbay befanden sich 1240 im Besitz des Rheingrafen Embricho III. Im Jahr 1267 war dann Philipp von Bolanden Vogt von Niederhirzenach. Er vererbte die Rechte 1275 an Heinrich I. von Sponheim, der sie 1294 an Ludwig und Eynulf von Sternberg verkaufte. Eynulf war Kantor am Martinsstift in Worms und pachtete zugleich sämtliche Besitzungen der Propstei mit der Verpflichtung, Propst und Mönche des Klosters zu unterhalten sowie die hohen Schulden der Propstei drastisch zu verringern. Die beiden Brüder und ihr Schwager verzichteten bis 1310 auf ihre Vogteirechte, sodass diese an die Siegburger Abtei zurückfielen. 1320 kamen sie als Reichspfandschaft an Kurtrier. Die Vogteirechte über Oberhirzenach mit Karbach und Quintenach lagen 1256 beim Pfalzgrafen Ludwig dem Strengen, der sie in jenem Jahr an Friedrich von Ehrenberg verlehnte. In dessen Familie verblieben die Rechte bis zur Säkularisation des Klosters. Zwar war im Jahr 1337 einmal geplant, dass Heinrich und Friedrich von Ehrenberg die Vogtei an die Abtei übergeben sollten, aber dazu kam es nie.
Vermutlich übernahmen die Benediktinermönche schon kurz nach Gründung der Propstei die seelsorgerischen Aufgaben in Hirzenach, das eigentlich zum Landkapitel Boppard gehörte. Direkt neben der Pfarrkirche für die Dörfler (heute Villa Brosius) errichteten sie ihre Klosterkirche. Diese erhielt im 13. Jahrhundert ein neues Hauptportal mit Vorhalle, und ihre runde romanische Apsis wurde durch einen Chorschluss in frühgotischen Formen ersetzt. Anschließend nur noch im Inneren verändert, übernahm die Propsteikirche im 18. Jahrhundert die Aufgaben der Pfarrkirche, die 1767 nicht mehr in Gebrauch war. Schon ein Visitationsbericht aus dem Jahr 1681 sprach davon, dass die Pfarrkirche baufällig sei und die Sonntagsgottesdienste deshalb in der Sakristei der Propsteikirche stattfänden.

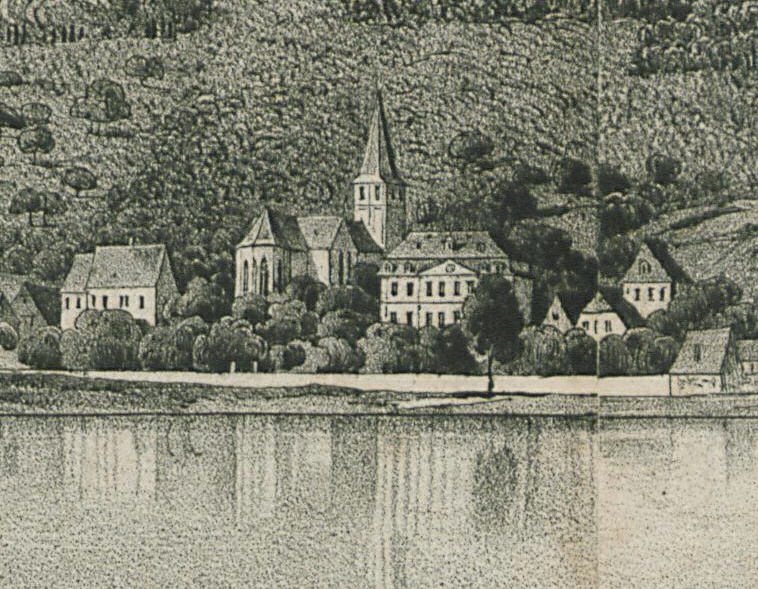
Ansicht der Propstei auf einer Zeichnung von J. Becker, um 1833

Die schlechte wirtschaftliche Lage des Klosters während des 13. Jahrhunderts besserte sich allmählich und stabilisierte sich im 14. Jahrhundert. Hirzenach konnte in ökonomischer Hinsicht sogar eine gewisse Unabhängigkeit von Siegburg erlangen. Die Lage verschlechterte sich aber wieder in der Frühen Neuzeit. 1750 gab es in Hirzenach nur noch den Propst und einen Kaplan, das Kloster bewegte sich am Rande des Existenzminimums. Trotzdem war im ersten Viertel des 18. Jahrhunderts ein repräsentativer Neubau als Wohnung des Propstes den bestehenden Klostergebäuden hinzugefügt worden. Die Arbeiten daran wurden 1716 beendet. Möglicherweise war mit seinem Bau schon im 17. Jahrhundert begonnen worden. Wohl zeitgleich entstand ein geometrisch angelegter Garten an der Ostseite des Neubaus. 1796 besetzten französische Soldaten das Kloster, und das Propsthaus diente als Sitz des französischen Kommandanten sowie als Wohnung für zwei Gendarmen und ihre Familien. Der damalige Propst Franz Emmerich von Quadt durfte zwar vorerst in Hirzenach bleiben, wurde dann 1799 aber doch von der französischen Obrigkeit vertrieben. 1802 erfolgte die offizielle Aufhebung des Klosters. Der letzte Propst schafft es aber, einen Großteil des Propsteibesitzes, wie zum Beispiel etwa 250 Morgen Land, der Pfarrei Hirzenach zu übereignen; auf welche Weise, ist bis heute unklar. Der verbliebene Besitz wurde 1803 als Domänengut verstaatlicht und anschließend versteigert. Die Chorfenster der Kirche ließ die französische Verwaltung ausbauen und in den Louvre nach Paris bringen. Auf ihren Befehl hin wurden auch der Kreuzgang des Klosters und die darüber befindliche Klausur niedergelegt. Franz Emmerich Quadt kehrte 1808 nach Hirzenach zurück und wurde Pfarrer des Ortes.
Für die Propsteimühle fand sich auf der für den 19. Januar 1804 anberaumten Versteigerung kein Käufer, und so blieb sie in Kirchenbesitz. In den 1930er Jahren diente sie als Remise und Heuspeicher. In der ersten Hälfte der 1940er Jahre hatte die Kirche vor, der Gemeinde das Gebäude zu schenken, damit diese dort einen Kindergarten einrichten konnte, doch wegen der Kriegswirren ist es niemals zu der Schenkung gekommen. Im Jahr 1949 erwarb schließlich die Familie Lambert das Gebäude und baute es zu einem Wohnhaus um. Das Propsteigebäude wurde in der Zeit von 1965 bis 1967 unter Otto Spengler aus Mainz umfassend restauriert. Dabei entstand ein neuer Eingang mit Fachwerkvorhalle an der nördlichen Stirnseite des Gebäudes. Von 1968 bis 1970 schloss sich eine durchgreifende Restaurierung der benachbarten Klosterkirche an, ehe sich von 1984 bis 1986 eine Instandsetzung der einstigen Pfarrkirche anschloss. Diese drei Gebäude stehen nahe beieinander in einem Bereich, der 1992 als Denkmalzone geschützt wurde. Zu jener Zeit war der einzige noch nicht wieder instandgesetzte Bereich der Denkmalzone der zur Propstei gehörige Garten aus dem 18. Jahrhundert. Im November 2002 gründete sich deshalb ein Förderverein, der sich die Wiederherstellung und Pflege des Propsteigartens auf die Fahnen geschrieben hat. Es folgte nicht nur die Wiederanlage von Beeten und ihre Neubepflanzung, sondern auch die Sanierung von architektonischen Gartenelementen wie zum Beispiel einer bergseitigen Stützmauer aus Bruchstein und eines Treppenaufgangs. Seit Herbst 2002 gibt es in einem Teil des Gartenareals einen klassischen Heil- und Kräutergarten. Bis zum Jahr 2007 wurden 75.000 Euro in die Wiederherstellung des Propsteigartens investiert.

## Liste der Hirzenacher Pröpste
| Die Liste der Hirzenacher Pröpste ist nicht lückenlos überliefert. Durch Urkunden und erhaltene Dokumente sind von ihnen bisher 41 namentlich bekannt: | |
| - 1166–1173 Ansfried - 1226 Brohge - vor 1256 Wilhelm - 1256–1166 Gerhard - 1278 Ludwig - 1285–1286 Rembold - vor 1290 Theoderich von Bleydenstett - 1290–1295 Erkinbert - 1294/97 Eynulphus (Enolf) von Sternberg - 1315–26 Georg genannt Raugraf - 1337 Arnold - 1340–1358 Johann von Sternberg - 1362 Johann Rode - 1346–1387 Johann van deme Lobusch - 1380 Johann von Kobern - 1387 Heinrich von Moos - 1392 Konrad von d. Arken - vor 1404 Johann von Kobern und Johann von Sternenberg - 1404/05 Johann Staël von Holstein - 1411–1424 Hermann von Reven - 1424–1445 Johann von Fremersdorf | - 1445–1462 Heinrich von Plettenberg - 1469 Gerhard Dube von Neuenhof - 1472–1516 Gerhard von Plettenberg - 1500 Reinhard Spies von Büllesheim - 1523–1526 Johann von Bocholts - 1526–1539 Konrad von Cobbenrodt - 1539–1567 Roland von Waldenburg genannt Schenkern - 1577–1585 Johann von Wilach - 1588–1594 Dietrich von der Wenige - 1608–1619 Adam von Lintzenich - 1633–1654 Johann Georg von Lisur - 1659–1676 Johann Bertram von Bellinghausen - 1706 Walram von Hoen - 1735 Johann Michael Kolb von Wassenach - 1750 Ferdinand von Brakel - 1750–1756 Johann Friedrich von Hamm - 1756–1762 Bernhard Otto von Dobbe - 1762 Carl Winand Lambert von Schellart zu Gürzenich - 1773–1782 Johann Maria Philipp von Wenz zu Lahnstein - 1782–1798 Franz Emmerich von Quadt zu Wickrath |

## Beschreibung
Zum Propstei-Ensemble werden heute das Propsteigebäude samt Kelterhaus, die Propsteikirche St. Bartholomäus mit benachbartem Kirchhof und die heute Villa Brosius genannte, ehemalige Pfarrkirche gezählt. Alle drei Gebäude stehen in nächster Nachbarschaft zueinander und prägen das heutige Ortsbild. Die ehemalige Klostermühle steht ebenfalls in unmittelbarer Umgebung (Propsteistraße 3), ist aber modern überformt. Ihre Fassade zeigt das Wappen des Propstes Friedrich von Hamm. Andere ehemalige Propsteigebäude sind nicht erhalten, allerdings wurden östlich der Propsteikirche Mauerreste entdeckt, die wohl zu ehemaligen Klostergebäuden gehört haben.

### Villa Brosius

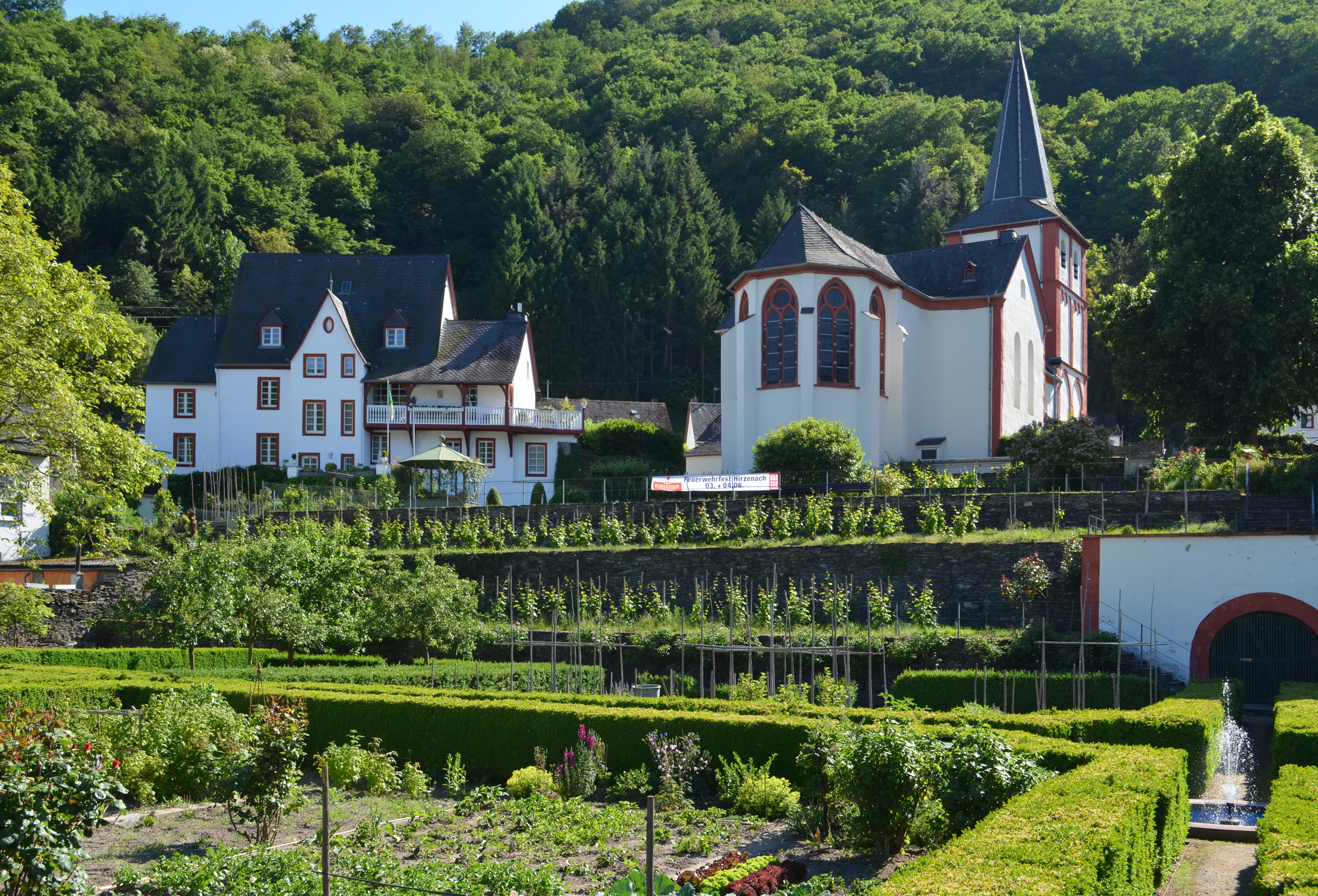
Villa Brosius und St. Bartholomäus, im Vordergrund der Propsteigarten

Die ehemalige Pfarrkirche Hirzenachs ist das älteste der drei Gebäude. Sie stammt vermutlich aus der ersten Hälfte des 11. Jahrhunderts und wurde in gotischer Zeit umgebaut. Im 17. Jahrhundert bereits baufällig, wurde sie im 18. Jahrhundert als Pfarrkirche aufgegeben und die Gottesdienste anstatt dessen in der Propsteikirche abgehalten. Ende des 18. oder zu Beginn des 19. Jahrhunderts erfolgte der Umbau des Gebäudes zu einem Wohnhaus, das heute in privater Hand ist und nach langem Leerstand sowie einer Restaurierung in den 1980er Jahren wieder zu Wohnzwecken dient.

### Kirche St. Bartholomäus
Die Kirche St. Bartholomäus war einmal die Propsteikirche St. Maria und Johannes Evangelist. Die in ihren Wurzeln romanische Pfeilerbasilika wurde sowohl in gotischer Zeit als auch im 19. Jahrhundert mehrfach umgestaltet. Durch eine umfassende Restaurierung Ende der 1960er Jahre erhielt sie ihr spätmittelalterliches Aussehen zurück. Seit das Kloster Anfang des 19. Jahrhunderts durch die französische Regierung aufgelöst wurde, dient der Bau als Pfarrkirche von Hirzenach.

### Propsteigebäude

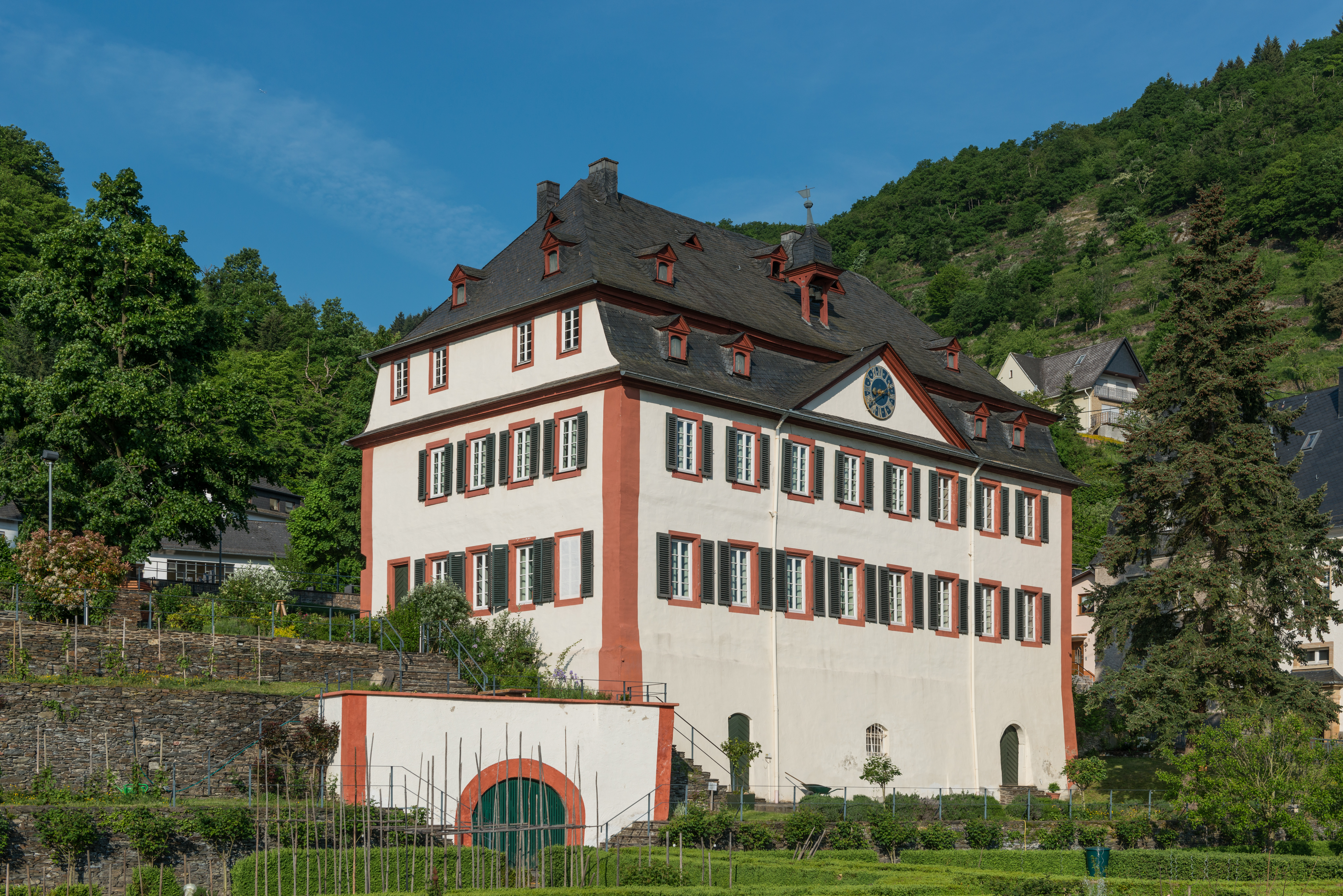
Rheinseitige Fassade des Propsteigebäudes

Nördlich der heutigen Pfarrkirche, etwas tiefer gelegen, steht das Propsteigebäude, das heute als Pfarrhaus dient. Seine Form erhielt es zu Beginn des 18. Jahrhunderts, sein Ursprung geht aber auf einen mittelalterlichen Wohnturm wohl aus salischer Zeit zurück. Dessen Sockel mit gut einem Meter dicken Mauern und schmalen Lichtschlitzen steckt heute im rheinseitigen Kellergeschoss des Gebäudes. Dieses besteht aus zwei Räumen mit Tonnengewölben, von dem eines allerdings nicht mittelalterlich ist, sondern erst später unter dem Propst Roland von Waldenburg eingezogen wurde. Das Sockelgeschoss ist der einzige Rest des mittelalterlichen Vorgängerbaus, der auf einer Zeichnung Wenzel Hollars von 1636 mit hohem gotischen Dach dargestellt ist.
Das zweigeschossige Gebäude mit schiefergedecktem Mansarddach wurde 1965 bis 1967 einer eingehenden Restaurierung unterzogen. Es misst in der Länge 22,45 Meter, während seine Breite zwischen 13,10 und 13,40 Metern variiert. Sein verputztes Fachwerk ist weiß gestrichen, die Ecken, Gewände und das Traufgesims in rot abgesetzt. Fenster mit Schlagläden unterteilen das Haus an der östlichen zum Rhein zeigenden Seite in acht und an der Westseite in sieben Achsen. Die Schmalseiten sind fünfachsig. Das Errichtungsjahr 1716 findet sich als Inschrift über einer Sonnenuhr an der Südwestecke des Baus. Zwei weitere Uhren befinden sich in den Giebelfeldern von mittig gelegenen Dreiecksgiebeln an den beiden Längsseiten des Gebäudes auf Höhe des Dachgeschosses. Das mit kleinen Gauben besetzte Dach weist an der Rheinseite zudem ein kleines Glockentürmchen mit Schweifhaube und zwei Glocken auf.

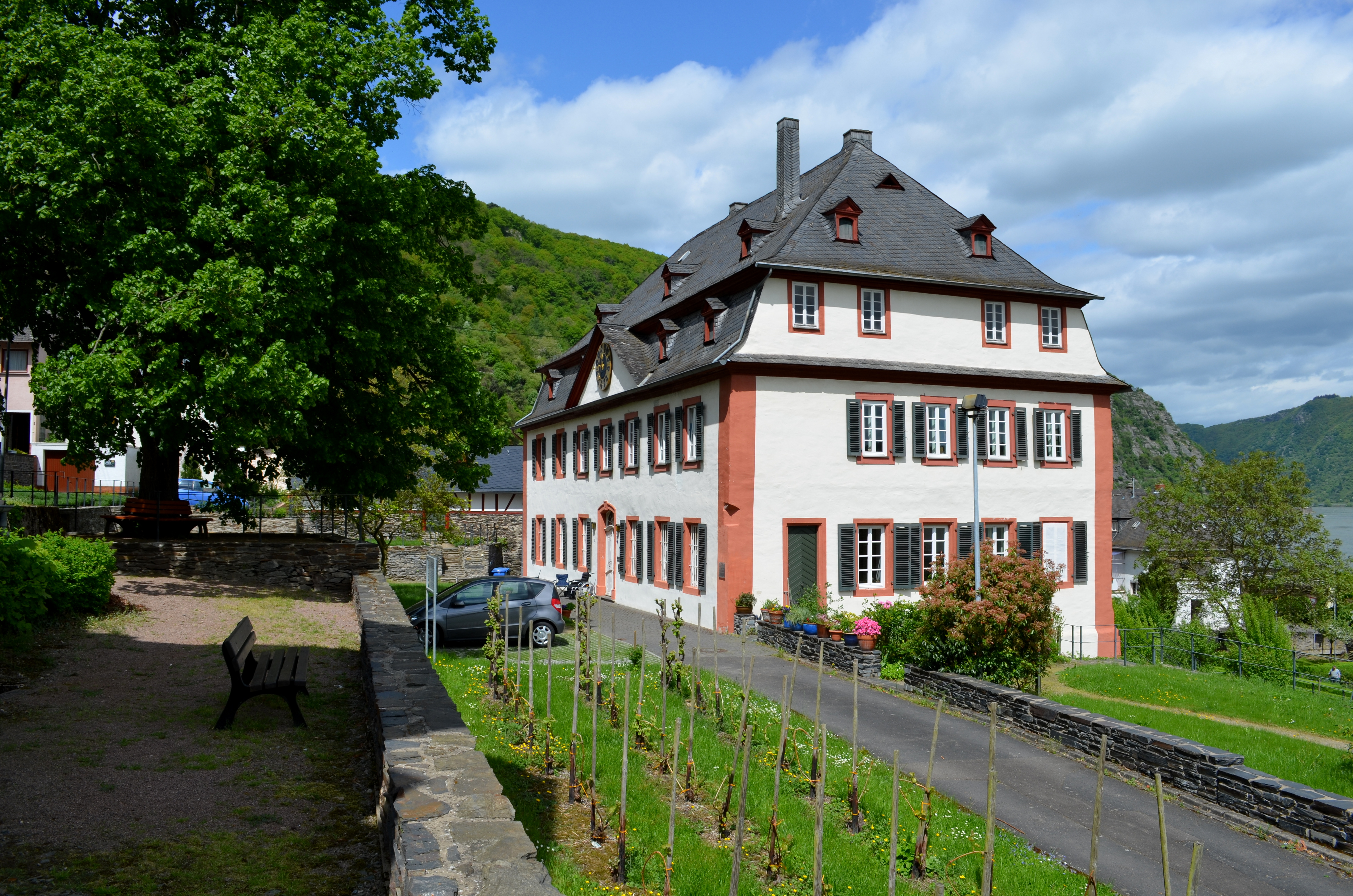
Propsteigebäude, Ansicht von Südosten

Der Besucher gelangt an der Westseite durch eine Eingangstür mit fächerförmig unterteiltem Oberlicht in das Innere des Hauses. Dieses wurde bei der Restaurierung in den 1960er Jahren stark verändert, weshalb kaum historische Innenausstattung erhalten ist. Lediglich ein paar Ofennischen und zwei Decken mit Stuckrahmen in einfachen Formen sind übrig.
Nordwestlich des Propsteigebäudes steht das ehemalige Kelterhaus. Dort wurden früher die Trauben aus dem klostereigenen Weinbau gekeltert und anschließend in den Gewölbekellern unter dem Haupthaus und der gegenüberliegenden Schule zu Wein ausgebaut. Möglicherweise stammt die Bausubstanz des Gebäudes noch aus dem Mittelalter, bisher wurde sie aber noch nicht eingehend untersucht. Der Kelter ist heute ungenutzt.

### Propsteigarten
Der Hirzenacher Propsteigarten ist neben dem Bürresheimer Schlossgarten der einzige linksrheinische Garten des frühen 18. Jahrhunderts, der in seinen Strukturen bis auf den heutigen Tage erhalten blieb und in seiner Form niemals verändert wurde. Alle übrigen adeligen und klösterlichen Gartenanlagen in diesem Gebiet gingen durch Kriege im 17. und 18. Jahrhundert verloren. Der Garten gehört heute zu den Welterbe-Gärten im UNESCO-Welterbe Oberes Mittelrheintal.
Der Propsteigarten besteht aus einem geometrisch gestalteten Areal, das östlich des Propsteigebäudes unter dem Niveau des Kellers liegt, und einigen Gartenterrassen, die sich südlich des Gebäudes erstrecken. Diese sind nach historischem Vorbild mit Rebstöcken bepflanzt. Auf der obersten Terrasse steht zudem eine Gartenlaube.
Der formal gestaltete Garten unterhalb des Pfarrhauses besitzt einen rechteckigen Grundriss und ist von einer Bruchsteinmauer eingefasst. Diese besitzt in der Mittelachse an der Rheinseite ein Gittertor mit zwei hohen, quadratischen Torpfeilern aus dem 19. Jahrhundert. Das Areal ist durch geradlinige Wege in acht rechteckige Kompartimente aufgeteilt. Der Kreuzungspunkt zweier Wege in der Mitte des Gartens ist durch ein Rondell mit barockem, rundem Wasserbecken und schlichtem Springbrunnen betont. Ein zweiter Brunnen befindet sich vor der Westseite des Propsteigebäudes: ein rechteckiger Brunnentrog aus Basaltlava mit einem Relief, welches das Wappen Roland von Waldenburgs und die Jahreszahl 1569 zeigt.
Eine Treppe führt vom Niveau des Erdgeschosses des Propsteigebäudes hinab zu einer Brunnenstube mit rundbogiger Tür, die auf halber Höhe des Gartens steht. Ihr Dach dient zugleich als Terrasse. Von dort führt eine weitere Treppe hinab zu den formal gestalteten Gartenkompartimenten. Diese sind von Buchsbaumhecken eingefasst, die noch aus der Gründungszeit des Gartens stammen. Ihre Bepflanzung besteht aus historisch verbürgten Zier- und Nutzpflanzen.